# Al-Jenadriyah
al-Jenadriyah (Schreibweise auch al-Janadriyah; arabisch مهرجان الجنادرية, DMG Mahraǧān al-Ǧanādiriyya) ist ein etwa zwei- bis dreiwöchiges Kulturfestival und Volksfest in Saudi-Arabien. Es findet seit 1985 alljährlich im Zeitraum Februar/März/Mitte April in dem Ort al-Thamama rund 45 Kilometer nördlich der Hauptstadt Riad statt. Es zieht regelmäßig mindestens eine Million Besucher an, 2013 sollen es 6 Millionen gewesen sein.
Bestandteil des von der Nationalgarde organisierten Festes sind unter anderem Wettbewerbe im Kamelreiten und Pferderennen, Darbietungen folkloristischer Tänze, Musik- und Theateraufführungen, ein Markt für Kunst und Kunsthandwerk, eine Buchmesse und eine Leistungsschau der saudi-arabischen Wirtschaft. Auf jeweils eigenen Parzellen des weitläufigen Geländes zeigen die Regionen Saudi-Arabiens ihre Traditionen und Produkte. Auch die Regierung und staatliche Organisationen nutzen den Rahmen der Großveranstaltung für ihre Selbstdarstellung. 
Seit einigen Jahren präsentiert sich zudem ein wechselndes Gastland mit seiner Kultur und Wirtschaft, im Jahr 2016 wird dies Deutschland sein. Dies sollte ursprünglich bereits 2015 der Fall sein, doch in dem Jahr wurde das Festival aufgrund des Todes von König Abdullah kurzfristig abgesagt. Aufgrund der Massenhinrichtungen in Saudi-Arabien Anfang 2016 stößt die Teilnahme der Bundesrepublik und des Außenministers an dem Fest auf Kritik in Deutschland. Im deutschen Pavillon werden unter anderem die Firmen Volkswagen, Airbus und Herrenknecht ausstellen. Auch das Land Baden-Württemberg ist dort präsent und das Goethe-Institut bietet ein Kulturprogramm.